# شهرستان لیانگدانگ
شهرستان لیانگدانگ (به لاتین: Liangdang County) یک منطقهٔ مسکونی در چین است که در لونگنان واقع شده‌است.